# Horace Smith
Horace Smith (Cheshire, 28 ottobre 1808 – Springfield, 15 gennaio 1893) è stato un inventore e imprenditore statunitense cofondatore della Smith & Wesson.

## Biografia
Con Daniel B. Wesson (1825-1906) fondò a Norwich (Massachusetts) una fabbrica di armi corte e munizioni. Per breve tempo furono prodotte pistole Volcanic a ripetizione, con meccanismo a leva; da tale tipo di arma derivarono i celebri fucili e carabine Winchester.